# قیفک ملوک
قیفک ملوک (نام علمی: Conus moluccensis) نام یک گونه از سرده قیفک‌ها است.